# 삼발어
삼발어(Sambali 또는 Sambal)는 필리핀 삼발 족 자치주인 산타크루즈, 칸델라리아, 마신로크, 팔라우이그, 그리고 이바, 인판타의 팡가시난주에서 주로 말해지는 삼발 족의 언어이다. 또한 이 언어를 말하는 사람을 파니티안, 케손, 팔라완 그리고 바랑가이 만다라가트 또는 푸에르토프린세사의 분카그에서도 찾을 수 있다.
삼발은 어떤 자료에서는 티나(Tina )라고 하기도 한다. 그러나 이 용어는 삼발 어 화자들을 비하하는 말이다. 그 경멸적인 용어는 1976년부터 1978년 경에 하계 언어학 연구소(현재는 국제 SIL)에서 연구자들이 처음 사용한 말이다.

## 이름
티나(Tina) 또는 티나 삼발(Tina Sambal )은 1976년부터 1979년 사이에 하계 언어학 연구소의 연구원들로부터 사용된 말이다. 삼발어 화자들은 정작 이 용어를 ‘표백제’를 뜻하는 매우 모욕적인 용어로 받아들였다. 삼발 족들은 통상 그 자료를 용인할 수가 없었다.

## 음운
삼발어는 19개의 음소를 가지고 있으며, 16개의 자음과 3개의 모음을 가지고 있다. 음절 구조는 비교적 간단하다.

### 모음
삼발어는 3개의 모음으로 구성되어 있다.
- /a/ an 전설 비원순 저모음은 영어의 ‘father’와 유사하다.
- /i/ a 전설 비원순 고모음은 영어의 ‘machine’과 유사하다.
- /u/ (‘o’로 쓰여진) a 후설 원순 고모음은 영어의 ‘flute’과 유사하다.

5개의 주요 이중모음이 있다:/aɪ/,/uɪ/, /aʊ/, /ij/, and /iʊ/.

### 자음
아래는 삼발어 모음 차트이다. 모든 파열음은 기음이 없다. 연구개 비음은 단어의 첫부분을 포함하여 모든 위치에서 일어난다.
|        |        | 양순음 | 치음 | 경구개음  | 연구개음 | 성문음  |
| ------ | ------ | ------ | ---- | --------- | -------- | ------- |
| 파열음 | 무성   | p      | t    |           | k        | (-) [ʔ] |
| 파열음 | 유성   | b      | d    |           | g        |         |
| 파찰음 | 무성   |        |      | (ts) [tʃ] |          |         |
| 마찰음 | 마찰음 |        | s    |           |          | h       |
| 비음   | 비음   | m      | n    |           | ng [ŋ]   |         |
| 설측음 | 설측음 |        | l    |           |          |         |
| 탄음   | 탄음   |        | r    |           |          |         |
| 반모음 | 반모음 | w      |      | y [j]     |          |         |

주의: 자음[d] 와[ɾ] 는 한때 이음이었기 때문에 종종 바꿔서 사용된다. Dy 는 [dʒ], ny [ɲ], sy [ʃ], 그리고ty [tʃ]로 발음된다.

### 강세
삼발어 음소에는 강세가 있다. 단어 위에 붙는 강세는 매우 중요하다. 그 강세는 같은 철자를 다른 의미로 바꾼다. 예를 들어  hikó (나) 와  híko (팔꿈치)의 경우와 같다.

## 같이 보기
- 삼발족
- 잠발레스주
- 필리핀의 언어